# 명목수
명목수 또는 이름수는 단지 표시를 위해 사용되는 수이다. 사물의 이름 대신에 부여한 수로 양과 순위 또는 다른 어떤 측정값을 표시하지 않는다. 그러나 대신 정보를 기호화하여 보여준다. 명목수의 속성은 수의 요소가 되기 위해 필요한 최소치다. 연산의 대상은 아니지만 자료를 정리할 때 중요하게 활용된다.
명목수의 예로는 주민등록번호와 운동복 등번호, 전화번호, 운전면허증, 우편번호, 교통수단 노선 번호 등이 있다. 명목척도의 수치로 사용되지만 명목수는 상태의 차이를 표시하므로 계산이 불가능하다.

## 같이 보기
- 기수 또는 집합수(cardinal number) - 이산량(離散量) 또는 양을 나타내는 수. 예를 들어 배 3개, 토끼 3마리 등.
- 측정수 - 연속량(連續量) 또는 측정 결과를 나타내는 수. 예를 들어 3m, 3kg, 3시간 등.
- 순서수(ordinal number) - 대상이 순서대로 나열되었을 때 상대적인 위치를 나타내는 수. 3위, 셋째 등.
- 일련번호